# Hohegeiß
Hohegeiß (skrives også Hohegeiss) er en by i Niedersachsen med ca 1.000 indbyggere. Byen ligger i Harzen i Tyskland og danner fælles kommune med den nærliggende by Braunlage.

## Geografi
Hohegeiß ligger meget kuperet med stejle gader og dybe dale. Byen ligger på Bundesstrasse 4, den nord/sydgående vej gennem Harzen. Nabobyer er Zorge (mod syd), Rothesütte (mod sydøst), Benneckenstein (mod øst) og Sorge (mod nord). Den forhenværende indre tyske grænse, der dannede skel mellem Øst- og Vesttyskland og i dag er grænse mellem delstaterne Niedersachsen og Sachsen-Anhalt, går gennem det østlige hjørne af byen.

## Turisme
Om vinteren er Hohegeiß et velbesøgt skiresort, men også resten af året kommer mange gæster. Der er et stort ferieboligkompleks, Panoramic, med bl.a to højhuse og restaurant m.m., som året rundt rummer et stort antal turister.